# Confiture de vieux garçon
La confiture de vieux garçon, également appelée liqueur de vieux garçon est un ensemble de fruits confits d'alcool car macérés pendant au moins deux mois dans un alcool à 45o et du sucre dilué. De nombreux fruits peuvent être confits de la sorte : framboises, cerises, fraises, cassis, prune, groseilles, mûres, raisins...